# Langsyne
Langsyne (lɑŋˈsəin) war eine deutsche Psychedelic-Folk-Band, die hauptsächlich englisch sang und zwei reichhaltig instrumentierte LPs veröffentlichte.

## Geschichte
Langsyne wurden um 1969 von Egbert Fröse (geboren 1952 in Barmen) und Ulrich Nähle (geboren 1952 in Elberfeld) gegründet, damals allerdings noch nicht unter diesem Namen. Er stammt aus dem Scots und bedeutet etwa „vor langer Zeit“ (long since). 1976 stieß als dritter Mann Matthias Mertler hinzu. In dieser Besetzung nahmen sie noch im selben Jahr ihre LP Langsyne auf, die Ende 1976 in einer Auflage von nur 200 Stück erschien – für mehr reichte das Geld nicht. Die Erstausgabe der Platte ist heute ein gesuchtes Sammlerstück und wird für etwa 1000–2000 € im Bestzustand gehandelt. Inzwischen gibt es mehrere Neuausgaben davon. 2016 erschien die LP Langsyne 2 mit damals unveröffentlicht gebliebenen Aufnahmen.

## Diskographie
- Langsyne (1976, LP, auch als CD erhältlich)
- Langsyne 2 (2016, LP mit Archivaufnahmen von 1976 bis 2005)